# Kareeberg Local Municipality
Kareeberg (englisch Kareeberg Local Municipality) ist eine Lokalgemeinde im Distrikt Pixley Ka Seme der südafrikanischen Provinz Nordkap in Südafrika. Der Sitz der Gemeindeverwaltung befindet sich in Carnarvon. Bürgermeister ist Norman Stephen van Wyk.
Der Gemeindename setzt sich zusammen aus dem Namen eines Khoi-Stammes Caree (auch der Afrikaans-Name eines Baumes: Searsia lancea) sowie dem (in Afrikaans gleichlautenden) Wort „Berg“. Er bezieht sich auf die dort befindlichen Kareeberge.

## Städte und Orte
- Bonteheuwel
- Carnarvon
- Die Bult
- Van Wyksvlei
- Vosburg

## Bevölkerung
Im Jahr 2011 hatte die Gemeinde 11.673 Einwohner. Davon waren 85,1 % Coloured, 9,1 % weiß und 4,8 schwarz. Gesprochen wurde zu 93,7 % Afrikaans, zu 1,3 % Englisch und zu 0,9 % isiXhosa.